# Stazione di Vigo-Urzáiz
La stazione di Vigo-Urzáiz (in galiziano e in spagnolo Estación de Vigo-Urzáiz) è una stazione ferroviaria di Vigo, Spagna, dedicata ai servizi ad alta velocità.